# Vádi-Halfa

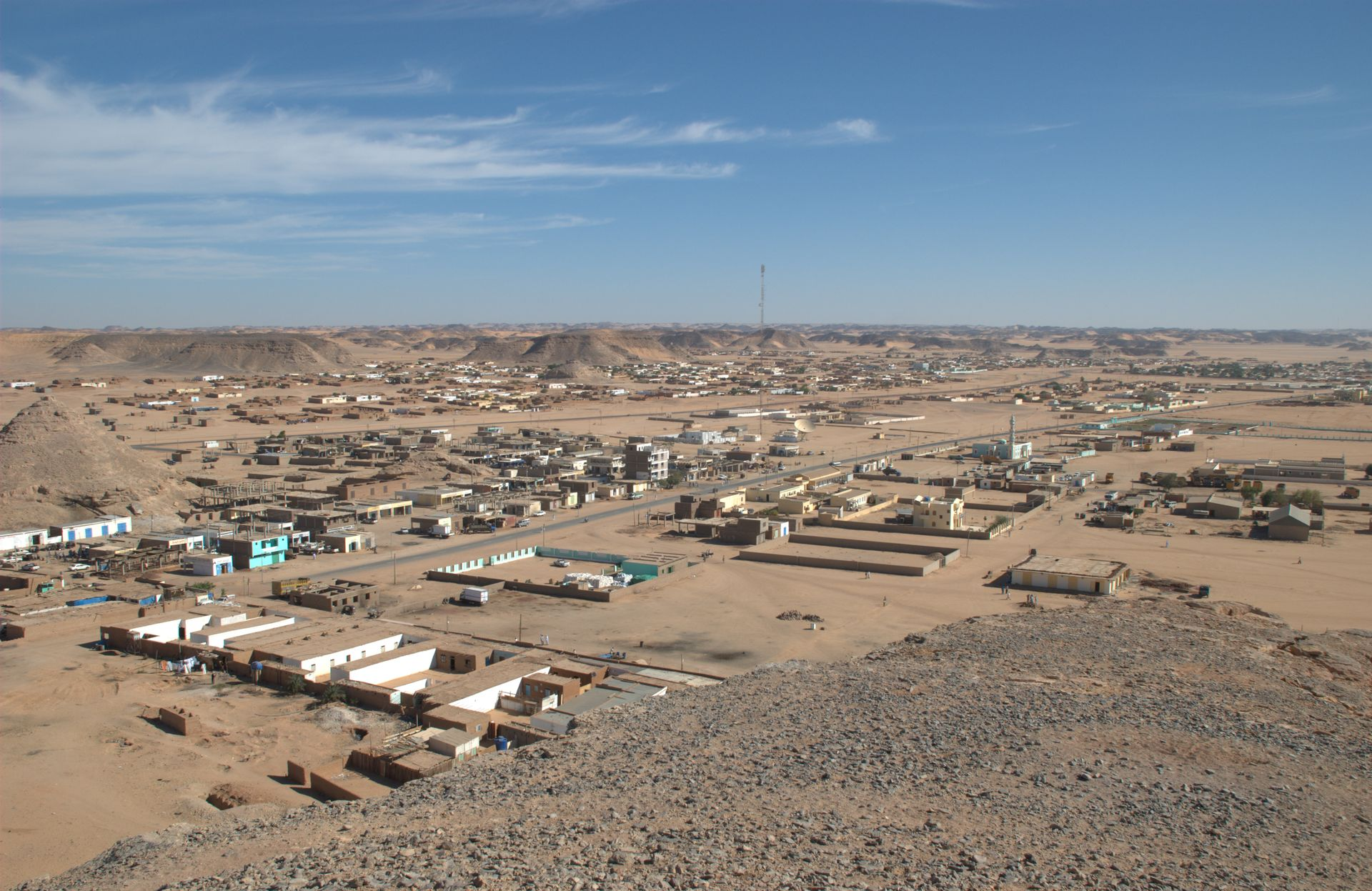
A település központja nyugatról nézve. Középen a sárga épület a Bevándorlási Hivatal

Vádi-Halfa (arabul: وادي حلفا, nyugati átírással: Wadi Halfa) település Szudán északi részén, a Nasszer-tó déli végének keleti partján. Lakossága 2007-ben 15 ezer fő volt.
Az ókorban a közelben húzódott a Felső-Egyiptom és Núbia közötti határvonal, ma ez Szudán legészakibb települése a Nílus mentén. 
A települést vasútvonal kapcsolja össze a szudáni fővárossal és heti egy kompjárat az egyiptomi Asszuánnal. A központtól 15 km-re keletre repülőtér működik burkolatlan, 2000 m-es kifutópályával. 

## Fordítás
- Ez a szócikk részben vagy egészben  a   Wadi Halfa című angol Wikipédia-szócikk fordításán alapul.  Az eredeti cikk szerkesztőit annak laptörténete sorolja fel. Ez a jelzés csupán a megfogalmazás eredetét és a szerzői jogokat jelzi, nem szolgál a cikkben szereplő információk forrásmegjelöléseként.
- Ez a szócikk részben vagy egészben  a   Wadi Halfa című német Wikipédia-szócikk fordításán alapul.  Az eredeti cikk szerkesztőit annak laptörténete sorolja fel. Ez a jelzés csupán a megfogalmazás eredetét és a szerzői jogokat jelzi, nem szolgál a cikkben szereplő információk forrásmegjelöléseként.